# Dibolia dogueti
Dibolia dogueti es una especie de insecto coleóptero de la familia Chrysomelidae. Fue descrita científicamente en 1981 por Mohr.